# Nicolai Zabolótzki
Nicolai Zabolóztki (Kazan, 7 de maio de 1903 - Moscou, 14 de outubro de 1958) foi um poeta russo moderno, um dos fundadores do grupo vanguardista OBERIU, tendo sido o mais expressionista dos poetas russos, além de ser um importante tradutor de poesia.

## Biografia
Filho de um agrônonomo, Nicolai Zabolóztki passou a infância em meio a uma vida rural, vivendo no campo, em uma região no norte da Rússia. Estudou na "Faculdadde de Letras de Petrogrado" e preferiu tornar-se escritor profissional a lecionar Literatura.
A partir de 1926, publicou um grande número de poemas na imprensa, muitos deles,  literatura infantil. 
No final de 1927, participa da criação do grupo literário pós-futurista OBERIU, e seu primeiro livro individual é publicado em 1929, marcado formalmente pela poesia de Velimir Khlébnikov e conteudisticamente pelo Expressionismo.
Em 1933, a publicação do poema satírico "O Triunfo da Agricultura" na revista "Zveda" é lida pelos críticos como uma sátira à agricultura Soviética, erroneamente, conforme OBERIU: an anthology of Russian absurdism, na tradução ao inglês organizada pelo poeta russo-americano Eugene Ostashevsky . Conforme os autores, em biografia do poeta escrita pelo seu filho Nikita Zabolótzki, Nicolai estava imbuído de uma filosofia que acreditava que "a missão da humanidade" era "aliviar o fardo" de todas as formas de vida, e profetizou "que o Comunismo e a ciência do futuro iriam libertar os animais da exploração e da doença, tornando-os mais felizes e racionais". De qualquer forma, a perseguição ao poeta, já praticada contra todos os membros do grupo OBERIU (extinto em 1930, devido aos ataques dos críticos) e acentuada a partir da publicação deste poema, fará com que as formas de expressão de Zabolótzki comecem a passar por mudanças. 
Finalmente, em 1938, Zabolótzky é enviado para um campo de trabalho na Sibéria , onde permaneceu por sete anos. Libertado, se estabelece em Moscou em 1946, passando a renegar seu antigo trabalho e transformando sua forma de pensar.

## A poesia
A obra poética de Nicolai Zabolóztki pode ser dividida em duas fases, uma anterior ao seu envio para a Sibéria, outra posterior a este. 
Em seu primeiro momento, considerado o mais significativo por Boris Schnaiderman, sua obra assumiu acentuados tons expressionistas, transmitindo uma visão de mundo ora em clima alucinatório, ora em descrições de aspectos desconcertantes da civilização urbana, distinguindo-se "pelo estranho, o fantástico e o descomunal". Aparece  também nestes poemas, publicados a partir de 1926 até a sua prisão, uma sátira acentuada, como no poema traduzido em português pelos irmãos Augusto e Haroldo de Campos e pelo professor Schnaiderman com o título de "Vai-se o Zodíaco de Ouro", uma "paródia aos mitos do Romantismo, nas palavras do professor russo .
Em um segundo momento, Zabolótzky renega esta mesma obra produzida na década de 1920, marcada pelo Expressionismo e pela linguagem Zaum de Khlébnikov, embora usasse esta de uma forma menos acentuada. Após o período de degredo, sua poesia está transformada por completo e assume acento "filosófico, tranquilo, neoclássico", conforme os seus principais tradutores no Brasil, embora possa-se observar que a partir de 1933 sua poesia já começasse a apresentar formas mais tradicionais e contornos líricos. 

## Obras poéticas publicadas em língua russa
- Colunas, publicação dos escritores de Leningrado, 1929. 1200 exemplares de circulação.
- O segundo livro, 1937
- Poemas, 1948
- Poemas, 1957
- Poemas, 1959
- Favoritos , 1960
- Poesia e poemas, 1965
- Obras Escolhidas, 2 vols., 1972
- Obras, 3 vols., 1983-1984